# Вільгельм Амберг
Вільгельм Август Лєбрехт Амберг (нім. Wilhelm Amberg; *25 лютого 1822, Берлін — пом. 8 вересня 1899) — німецький художник, визнаний майстер жанрового живопису XIX століття.